# Hulten (Gilze en Rijen)
Hulten is een dorp in de gemeente Gilze en Rijen. Op 1 januari 2023 had het dorp 445 inwoners (CBS). De landbouw en veeteelt vormen de voornaamste bron van inkomsten.
Hulten ligt aan de oude rijksweg (N282) tussen Rijen en Tilburg, vlak bij de vliegbasis Gilze-Rijen. Het ligt aan de spoorverbinding Breda - Tilburg en is bekend onder treinspotters.

## Etymologie
In 1293 komt Hulten in geschrift voor onder de naam Hoelten; in 1422 en 1456 onder de naam Holten en in de 16e eeuw spreekt men over Hoilten. Hoilten is wellicht het datieve meervoud van holt = bos, met de betekenis nederzetting in het bos. Een tweede mogelijkheid is het Kempische woord heul = hult wat gegraven waterloop betekent.

## Geschiedenis
Hulten bestond in de Middeleeuwen uit 2 lenen. In 1368 verkocht de toenmalige leenheer, Wouter van Diedeghem, beide lenen aan Jan II van Polanen, die onder andere Heer van Breda was en de lenen weer beleende aan zijn derde zoon, Willem, die kanunnik van Luik was. Na het overlijden van deze Willem werd de Heerlijkheid Hulten opgeheven en werd het goed bij de Heerlijkheid Breda gevoegd.  
Hulten behoorde tot de parochie Gilze en werd pas een zelfstandige parochie in 1913. Op 4 februari 1914 werd de Gerardus Majellakerk ingezegend door bisschop Petrus Hopmans van Breda. 
Tijdens de Tweede Wereldoorlog had Hulten veel te lijden. Op 19 augustus 1943 vielen honderden door de geallieerden afgeworpen bommen (bedoeld voor het in Duitse handen zijnde vliegveld Gilze-Rijen) verspreid over een brede strook van het dorp, waarbij zestien doden vielen, onder wie acht kinderen. Op 3 september 1944 werd Hulten grotendeels verwoest door een geallieerd bombardement. De kerk, de pastorie, de school en meerdere huizen werden toen vernield. 
In 1951 werd de huidige bakstenen Gerardus Majellakerk ingewijd. Ook de toen gebouwde school werd naar deze heilige vernoemd. Gerardus Majella was in 1904 heilig verklaard. Naar verluidt stond de boer, die de grond voor de kerk afstond, erop dat dit de patroonheilige van de nieuw te bouwen kerk zou worden. Vanaf 1915 werden jaarlijks vanuit Tilburg en Goirle bedevaarten georganiseerd naar de Hultense kerk. Er werd een Gerardus Majellabroederschap opgericht die in 1938 nog 1200 leden telde, waarvan er 600 ter bedevaart gingen. Ook de in 1951 ingewijde nieuwe kerk trok aanvankelijk weer vele bedevaartgangers. Door onenigheid binnen de broederschap stopten de georganiseerde bedevaarten echter spoedig. De bedevaart werd een individuele zaak en het aantal bedevaartgangers nam sterk af. Met de komst van pastoor Dictus in 1970 werd de bedevaart nieuw leven ingeblazen, maar eind jaren 80 van de 20e eeuw nam de belangstelling sterk af, en met het emeritaat van de pastoor kwam de devotie de facto tot een einde.

## Bezienswaardigheden
- De Gerardus Majellakerk, aan Rijksweg 24, is een bakstenen basilicale kerk uit 1952, ontworpen door de Bredase architect W.J. Bunnik. De kerk wordt bedekt door een zadeldak. Merkwaardig is de vierkante toren met opengewerkte klokkengeleding, waarop een opvallende bolpiron met kruis.

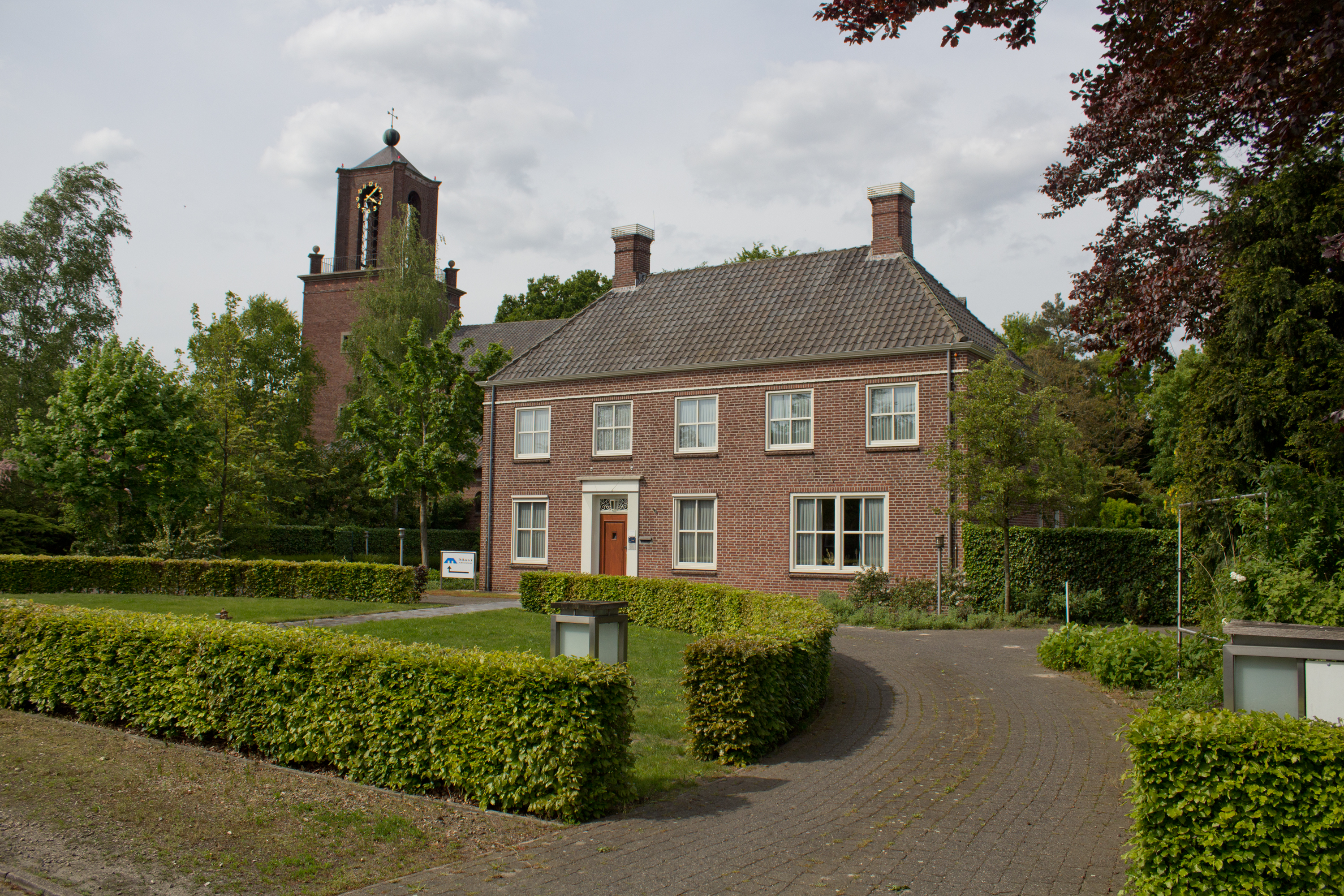
Gerardus Majellakerk en pastorie
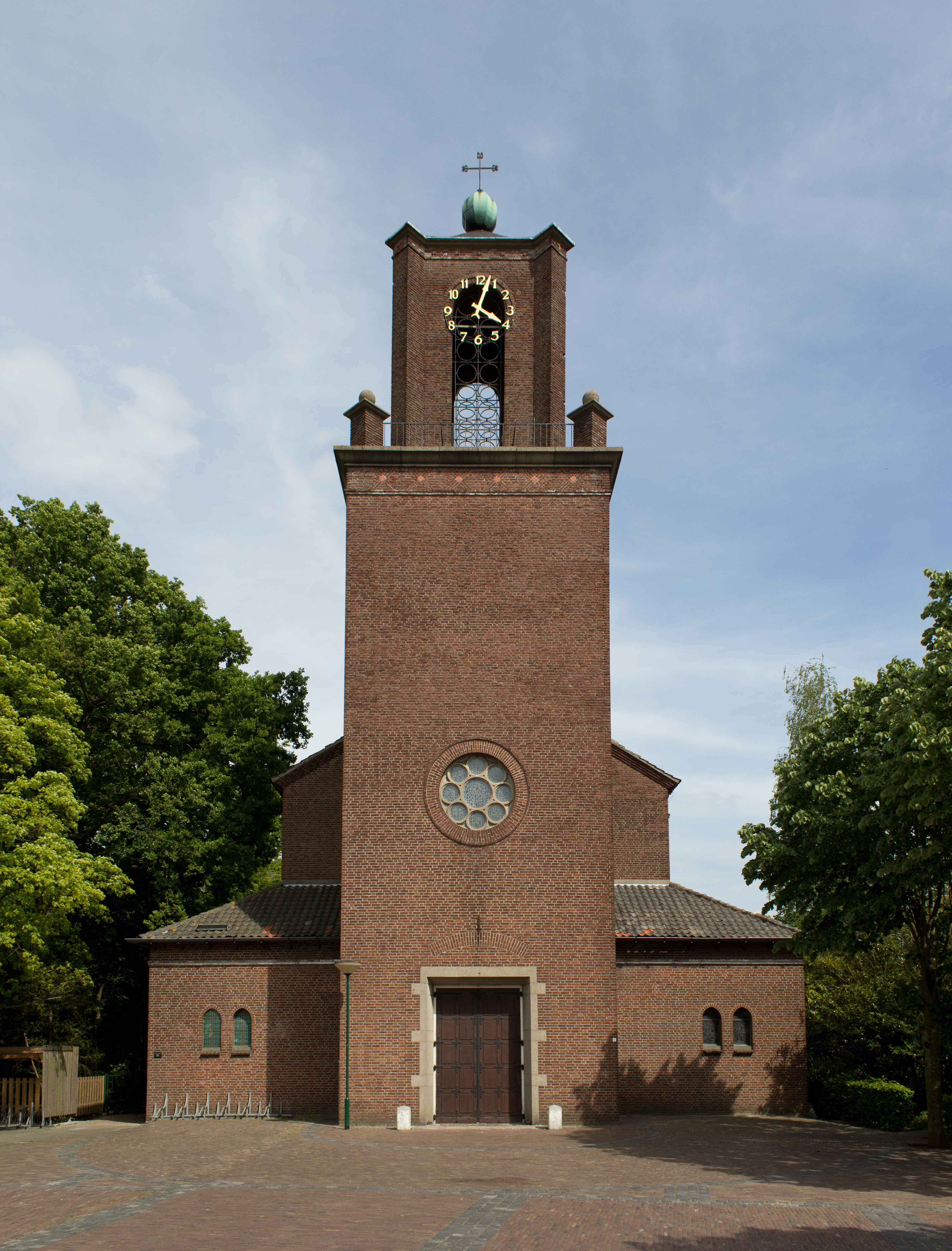
De toren van de Gerardus Majellakerk

## Natuur en landschap

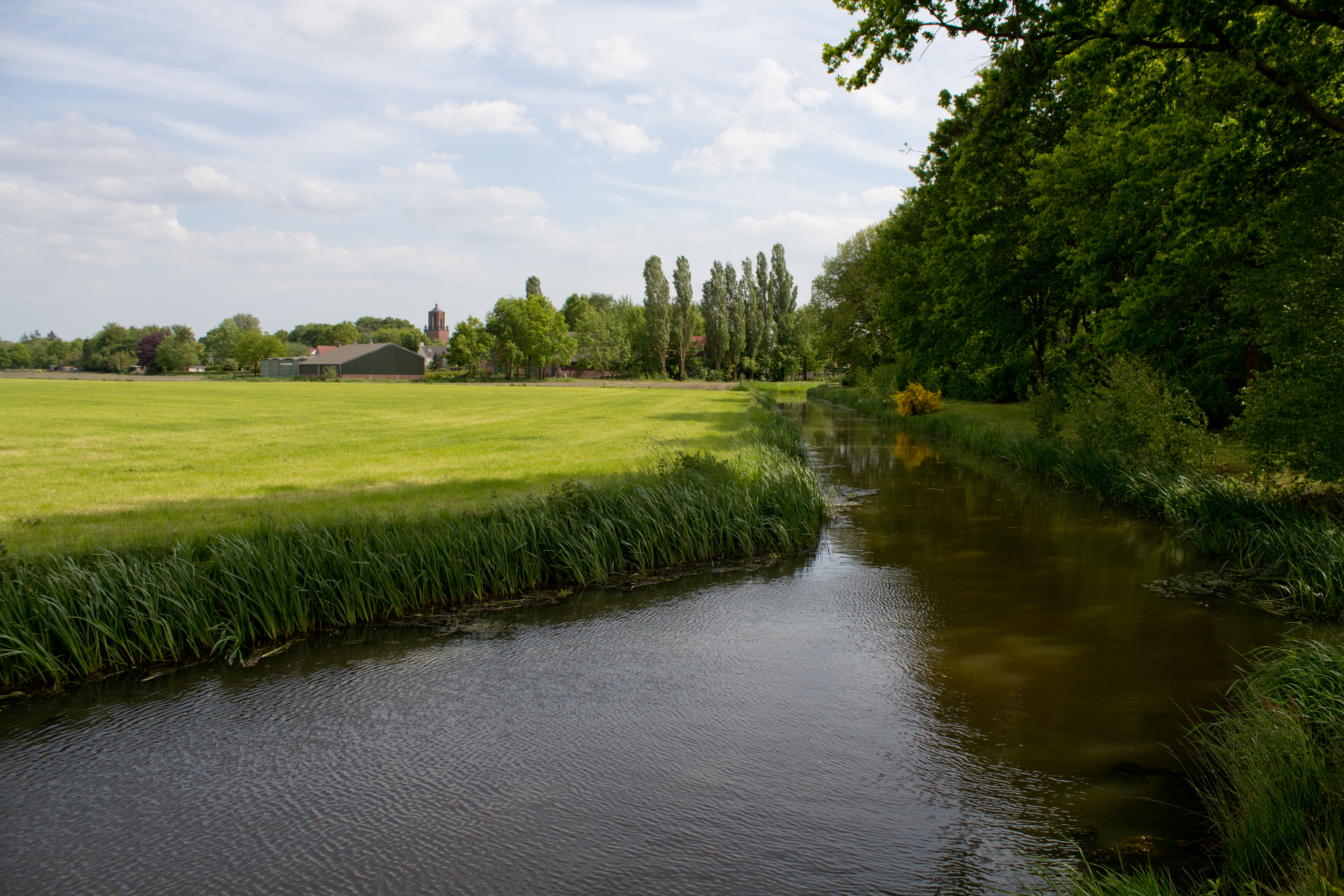
de Groote Leij ten noorden van Hulten

Hulten wordt overheerst door de Vliegbasis Gilze-Rijen, die zich onmiddellijk ten zuidwesten van het dorp uitstrekt. Naar het noordwesten vindt men de bedrijven en nieuwbouwwijken van Rijen. In het oosten vindt men enkele bospercelen, zoals Het Blok, eigendom van Defensie.
In dit bosperceel, liggen restanten van meerdere bunkers, die tentijde van de Tweede Wereldoorlog in gebruik waren. 
De Grote Leij loopt door het dorp in noordelijke richting. Ten noorden van Hulten liggen grootschalige landbouwontginningen.

## Nabijgelegen kernen
Gilze, Rijen, Molenschot, Reeshof en Tilburg.
Dorpen: Gilze · Hulten · Molenschot · Rijen

Buurtschappen: Biestraat · Bolberg · Hooge Aard · Horst · Langereit · Nerhoven · Raakeind · Verhoven · Vossenberg · Weilerseind

Noord-Brabant: Steden en dorpen      Nederland: Provincies · Gemeenten